# 5 شوال
- السبت
- الأحد
- الاثنين
- الثلاثاء
- الأربعاء
- الخميس
- الجمعة

- 2929 مارس 2025
- 130 مارس 2025
- 231 مارس 2025
- 31 أبريل 2025
- 42 أبريل 2025
- 53 أبريل 2025
- 64 أبريل 2025
- 75 أبريل 2025
- 86 أبريل 2025
- 97 أبريل 2025
- 108 أبريل 2025
- 119 أبريل 2025
- 1210 أبريل 2025
- 1311 أبريل 2025
- 1412 أبريل 2025
- 1513 أبريل 2025
- 1614 أبريل 2025
- 1715 أبريل 2025
- 1816 أبريل 2025
- 1917 أبريل 2025
- 2018 أبريل 2025
- 2119 أبريل 2025
- 2220 أبريل 2025
- 2321 أبريل 2025
- 2422 أبريل 2025
- 2523 أبريل 2025
- 2624 أبريل 2025
- 2725 أبريل 2025
- 2826 أبريل 2025
- 2927 أبريل 2025
- 3028 أبريل 2025
- 129 أبريل 2025
- 230 أبريل 2025
- 31 مايو 2025
- 42 مايو 2025

5 شوَّال أو 5 شوَّال المُکَرَّم أو 5 شوَّال المكرَّمة أو يوم 5 \ 10 (اليوم الخامس من الشهر العاشر) هو اليوم الحادي والسبعون بعد المائتين (271) من أيَّام السنة (أو الثاني والسبعون بعد المائتين لو كان شهر شعبان مُتممًا لليوم الثلاثين أو الثالث والسبعون بعد المائتين لو أتم كلاً من صفر وربيع الآخر وجمادى الآخرة وشعبان ثلاثين يوماً) وفق التقويم الهجري القمري (العربي). يبقى بعده 83 أو 84 يومًا لانتهاء السنة.

## أحداث
- 3هـ - وصول جيش قريش إلى أُحد على مقربة من المدينة المنورة استعدادًا للمعركة المرتقبة بينهم وبين المسلمين.
- 5هـ - قريش ترسل إلى بني قريظة الذين تواطؤوا معهم على قتال الرسول محمد في واقعة الأحزاب فقالوا لهم أن يعدوا للقتال في اليوم التالي، فقالت لهم اليهود: إن غداً السبت، وهو يوم لا نفعل فيه شيئًا، ومع ذلك فانا لسنا بالذين نقاتل محمدًا معكم حتى تعطونا رهنًا من رجالكم يكونون بأيدينا ثقة لنا. فلما رجعت الرسل ـ وهم عكرمة بن أبي جهل، ونفر من قريش وغطفان ـ إليهم بذلك تأكدوا قول نعيم بن مسعود الذي قاله لهم عن اليهود في مكيدته المشهورة.
- 36هـ - خروج الخليفة الإمام علي بن أبي طالب ومن شايعه من المسلمين إلى صفين لقتال والي الشام معاوية بن أبي سفيان ومن شايعه من المسلمين.
- 60هـ - مسلم بن عقيل يدخل الكوفة، وينزل دار المختار بن عبيدة الثقفي، وقيل: دار سالم بن المسيب، وأقبل الناس يختلفون إليه، وكلّما اجتمع إليه منهم جماعة قرأ عليهم كتاب الحسين؛ فيبكون ويبايعونه للحسين، حتى بايعه ثمانية عشر ألفاً من الناس، فكتب إلى الحسين يقول له أن يعجل إليه.
- 1319هـ - وقوع معركة فتح الرياض ضمن حملة توحيد السعودية.
- 1319 هـ - تأسست إمارة الرياض، على يد عبد العزيز بن عبد الرحمن بن فيصل آل سعود.
- 1394هـ - وزير الخارجية الفرنسي جان سوفانيار يعقد أول اجتماع بين مسؤول أوروبي غربي وياسر عرفات وذلك خلال زيارته إلى لبنان.
- 1398هـ -
  - عقد أول اجتماعات كامب ديفيد بين رئيس وزراء إسرائيل مناحم بيجن والرئيس المصري محمد أنور السادات.
  - القوات الحكومية البهلوية أطلقت النار علی المظاهرين المحتجّين ضد حكم الشاه محمد رضا البهلوي ما سمّیت بالجمعة السوداء في إيران وأسفر عن مقتل حوالي 88 شخصا ويعتبر حدثا محوريا في مجرى الثورة الإيرانية الإسلامية.
- 1412هـ - نجاة الرئيس الفلسطيني ياسر عرفات من حادث تحطم طائرته في الصحراء الليبية أثناء عاصفة رملية، وقد أسفر الحادث عن مقتل طياريين ومهندس للطيران.
- 1422هـ - الجمعية العامة للأمم المتحدة تتبنى قرار يحث العراق على الإطلاق الفوري لكافة الأسرى والمرتهنين الكويتيين وغيرهم من جنسيات أخرى من السجون العراقية.
- 1426هـ - هبوط أول طائرة ركاب عراقية في إيران للمرة الأولى بعد 25 عامًا من القطيعة بين البلدين الجارين. نقلت الطائرة صحفيين وسياسيين، وكان الغرض منها الدعاية للرحلات المنتظمة المقبلة.
- 1438هـ - خُبراء منظمة حظر الأسلحة الكيميائية يُؤكدون استخدام غاز السارين في الهجوم على بلدة خان شيخون الذي وقع يوم 8 رجب 1438هـ، على أنَّ الجهة المسؤولة لم تُحدد بعد.
- 1445هـ -
  - ضربة إيرانية على إسرائيل بما يزيد عن 150 صاروخًا وطائرة مسيرة، وذلك ردًّا على قصف إسرائيلي لسفارة إيران في دمشق.
  - فيضانات تضرب معظم دول منطقة الخليج العربي، وأنباء عن وفاة 32 شخصاً وفقدان ثلاثة أشخاص.

## مواليد
- 1319هـ - سعود بن عبد العزيز آل سعود، الملك الثاني للمملكة العربية السعودية.
- 1351هـ - دريد لحام، ممثل سوري.
- 1354هـ - عمر بونجو، رئيس الغابون.
- 1355هـ - كريمان، ممثلة مصرية.
- 1366هـ - أحمد مختار، عسكري وسياسي مصري.
- 1372هـ - فؤاد بخش، ممثل سعودي.
- 1391هـ - خالد مسعد، لاعب كرة قدم سعودي.
- 1392هـ - سهام جلال، ممثلة مصرية.
- 1396هـ -
  - حبيبة، ممثلة مصرية.
  - علي عبد الرضا، لاعب كرة قدم كويتي.
- 1407هـ - أحمد عبد الغفور، لاعب كرة قدم كويتي.

## وفيات
- 703 هـ - محمود غازان، إلخان فارس المغولي.
- 1314 هـ - جمال الدين الأفغاني، فيلسوف ومفكر وعالم مسلم وأحد رواد الإصلاح الإسلامي.
- 1393 هـ - مالك بن نبي، كاتب ومفكر جزائري.
- 1394 هـ - حسين الحلي، عالم شيعي.
- 1401 هـ - محمد العدناني، شاعر ولغوي فلسطيني.
- 1403 هـ - محمد أبو شهبة، عالم دين مصري.
- 1414 هـ - جابر العلي السالم الصباح، وزير كويتي سابق.
- 1432 هـ - عائشة بنت محمد الخامس، أميرة علوية من الأسرة المالكة في المغرب.
- 1435 هـ - سعيد صالح، ممثل مصري.

## وصلات خارجية
- موقع قصة الإسلام: حدث في شهر شوَّال.